# 東海ピックアップ
『東海ピックアップ』（とうかいピックアップ）は、NHK名古屋放送局で中京広域圏向けに放送されているNHKの広報番組。名古屋放送局のアナウンサーが司会を担当する。放送時間が短いため、新聞等のテレビ番組欄ではよく「東海ピ」と略される。

## 概要
内容は、名古屋・津・岐阜3局からのお知らせや、東海3県向けのお薦め番組の情報を紹介する。

### 柿沼アナの東海ピックアップ
2007年度は『柿沼アナの東海ピックアップ』（かきぬまアナのとうかいピックアップ）と題して放送された。
進行役には、当時夕方のニュース番組『ほっとイブニング』を担当していた柿沼郭（当時名古屋放送局アナウンサー）が起用された。
しかし、東京アナウンス室へ異動となったため、1年で終了した。その後、改編などもあり、時間を変更したうえで、鈴木聡彦（名古屋放送局アナウンサー）を起用した『鈴木アナの東海ピックアップ』に衣替えした。

#### 放送時間
- 東海3県の総合テレビ
  - 毎週土曜 11:40 - 11:49 (JST)

### 鈴木アナの東海ピックアップ
柿沼の異動に伴い、2008年度からは『鈴木アナの東海ピックアップ』（すずきアナのとうかいピックアップ）と題して放送された。進行役として長野局から異動した鈴木聡彦（名古屋放送局アナウンサー）が起用された。

#### 放送時間
- 東海3県の総合テレビ
  - 毎週土曜 12:38 - 12:45 (JST) - 正午の『NHKニュース』が延長し、『バラエティー生活笑百科』（大阪局制作）が繰り下げとなった場合は、短縮または休止。

### かんどアナの東海ピックアップ
鈴木の後任として起用されたのは、神門光太朗アナウンサー。タイトルも『かんどアナの東海ピックアップ』に改題された。

### 東海ピックアップ
2017年現在は冠なしの『東海ピックアップ』のタイトルで放送されている。2018年度から2021年度の間、日曜に2回放送されることもあったが、2022年度から土曜と日曜の日中時間帯に各1回放送されるようになった。

#### 放送時間
現在
- 東海3県の総合テレビ
  - 毎週土曜 12:40 - 12:40 (JST)（2022年度から）
  - 毎週日曜 11:15 - 11:18 (JST)（2022年度から）

過去
- - 毎週日曜 18:42 - 18:45 (JST)（2021年度まで）
  - 毎週日曜 22:55 - 22:58 (JST)（2018年度から2021年度まで）

#### キャスター
- 森山春香（2015年度 - ）
  - 名古屋局女性アナウンサーが持ち回りで担当する場合がある。

#### 過去のキャスター
- 山本志保（ - 2018年度）
- 三輪秀香（2017年度 - 2020年8月）
- 佐々木彩（2018年9月より産休のまま降板）
- 村上由利子（2018年9月23日 - 2022年6月）
- 平塚柚希（2022年度）